# De Jacht (stripalbum)

De Jacht is een stripalbum van striptekenaar Enki Bilal en scenarist Pierre Christin. Het album maakt deel uit van de reeks "Er was eens een voorbijganger", welke eind jaren zeventig/begin jaren tachtig verscheen. Volgens het stripinformatieblad ZozoLala behoort het album tot een van de stripklassiekers. De eerste druk verscheen in 1983 bij uitgeverij Dargaud.

## Verhaal
Het verhaal speelt zich af in een van de toenmalige Oostbloklanden. Op een jachtslot treffen diverse kopstukken uit communistische partijen van verschillende landen elkaar voor een jachtpartij. Alle hoofdrolspelers hebben een lange staat van dienst en allemaal hebben ze gemeen dat de Rus Wassili Tsjevtsjenko ooit hun mentor is geweest. Het IJzeren Gordijn zit nog muurvast en allemaal zijn ze getekend door een leven van angst voor de uitwassen van het communistische systeem. Naar buiten gedragen ze zich als communistische vrienden, maar onderhuids spelen persoonlijke conflicten en nationalistische sentimenten. Een belangrijke rol in het verhaal is weggelegd voor een jonge tolk die als rechterhand van Wassili fungeert. Het album geeft een goed beeld op welke wijze machtspolitiek werd bedreven binnen het communisme in Oost-Europa. De geheimzinnige voorbijganger die zo prominent een rol speelt is in de vroegste delen van deze reeks komt nog slechts één keer voorbij, op het einde als demonstranten worden opgepakt.